# Nestle presents CHEER UP! MORNING
『Nestlé presents CHEER UP! MORNING』（ネスレ プレゼンツ チアアップ モーニング）は、2016年10月1日から2020年6月27日までFM大阪で放送されたトーク番組・音楽番組である。ネスレ日本の一社提供。愛称は「チアモニ」。

## 概要
1990年2月までエフエム大阪の『HIT RADIO '99』を担当していた平松愛理が、26年ぶりに同局でパーソナリティを務めている番組。
番組は、平松のトークと彼女が選んだ曲を中心に進行。また、毎回自身の夢や目標に向かって頑張る人々をスタジオに迎え、彼らの夢に賭ける想いを平松が訊き出していく「ヒラマツ応援団」、リスナーから寄せられたフレーズをもとにして平松がラブソングを作り上げていく「みんなで曲作りっ」というコーナーも設け、「待ってる」という曲を完成させた。なお「待ってる」は2020年6月28日(TOKYO FM最終オンエア日)、自身のYouTube生配信でフルコーラスで披露した。
2017年4月1日よりTOKYO FMでも放送を開始し、東阪2局ネットで放送された。

## 放送内容
- 「今週のヒラマツ」

平松がリスナーに向けて元気が出る話題を週替わりでピックアップ。
コーナー冒頭「今週のヒラマツ」のタイトルコールはリスナーからのリクエストに応えている。
- 「ヒラマツ応援団」

夢や目標に向かって頑張る人をスタジオに迎える。

## 「ヒラマツ応援団」過去のゲスト
- アルミカン
- 大塚由美
- 岡村孝子 - 最終回では電話ゲストとなった。
- 川谷潤太
- 拳四朗
- 上代貴子
- 団田芳子
- チキンガーリックステーキ
- 殿村美樹
- 中丸三千繪
- 中村天平
- 平井直人（フードメディアプロデューサー）
- 星加莉佐
- 前田耕陽
- 山口浩

## 放送時間
放送時間はすべて(JST)
- FM大阪（制作局） 土曜 8:00 - 8:25
- TOKYO FM 日曜 7:00 - 7:30（1日遅れ） - エンディングの7:27頃に「TOKYO FM トラフィックレポート」が挿入されていた。

## 公開収録
- 2018年8月4日「平松愛理とコーヒーブレイク♪」(FM OH!)
- 2019年8月11日「平松愛理とコーヒーブレイク♪＠ネスカフェ三宮」（ネスカフェ三宮）